# Ribeirão Branco
Ribeirão Branco é um município brasileiro localizado no interior do estado de São Paulo
Sua população, conforme o censo do IBGE de 2022, é de 18 627 habitantes. O município é formado pela sede e pelos distritos de Campina de Fora e Itabôa.

## História

### Origem
Em 1864 surgiu o povoado do Senhor Bom Jesus do Ribeirão Branco em terras doadas por Francisco Caetano da Silva e sua esposa, Maria Custódia de Jesus. Estas terras localizavam-se entre os rios Taquari-Mirim e Apiaí-Guaçu.

### Formação territorial-administrativa
Histórico da formação do município:
- Em 1883 o povoado foi elevado a distrito de paz, com o nome de Bom Jesus do Ribeirão Branco, sob a jurisdição de Faxina (atual Itapeva), pela Lei Provincial 28, de 29 de março de 1883.
- O nome seria simplificado para Ribeirão Branco em 1892, com a elevação do distrito à categoria de vila (Lei Estadual 83, de 6 de setembro de 1892).

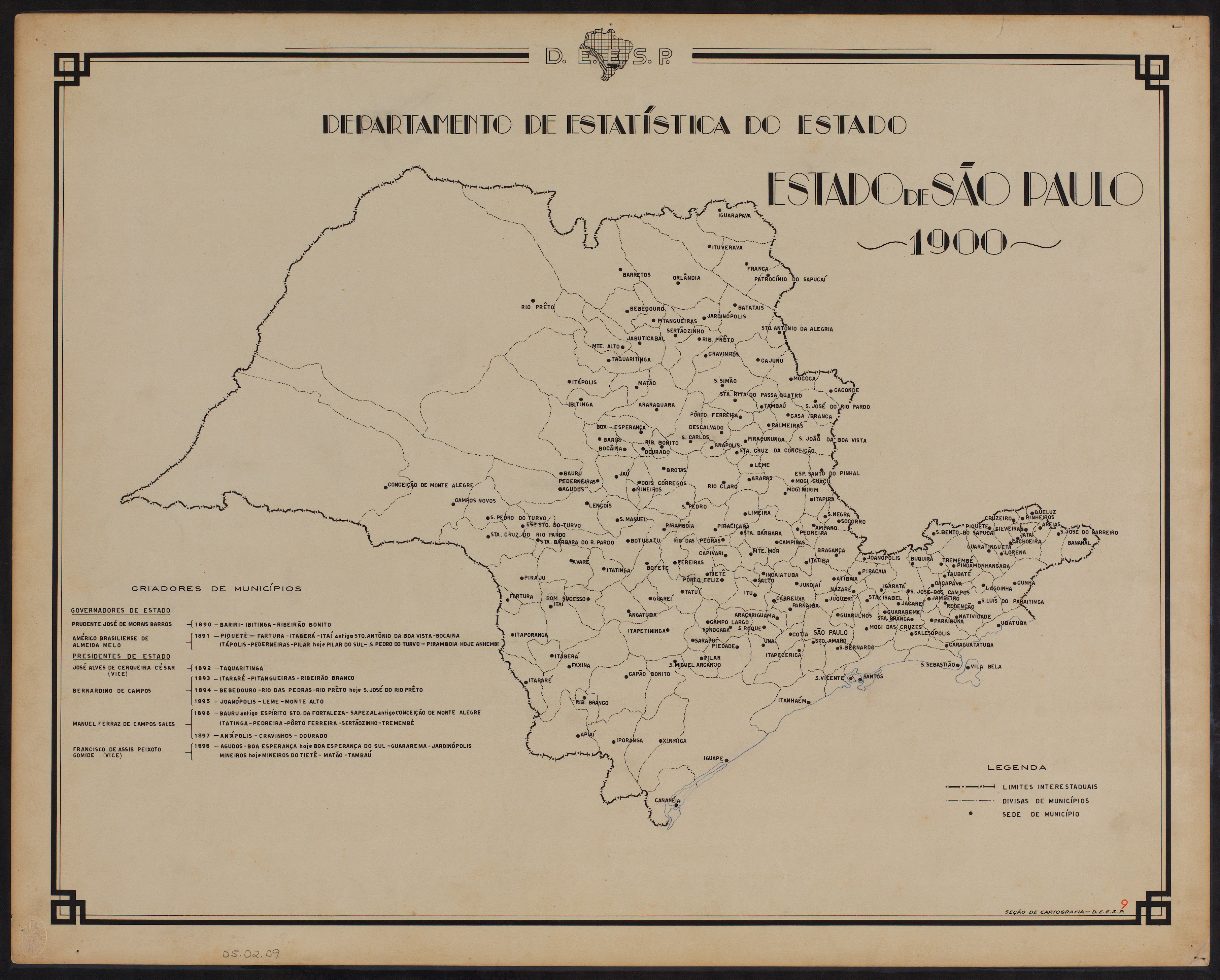
Estado de São Paulo (1900).

- Pela Lei Estadual 1038, de 19 de dezembro de 1906, Ribeirão Branco é elevada a categoria de cidade.
- O município foi extinto em 1934, sendo seu território novamente incorporado ao município de Faxina, como distrito de Ribeirão Branco (Decreto Estadual 6448, de 21 de maio de 1934). Em 1938, o município de Faxina passa a denominar-se Itapeva (Decreto Estadual 9775, de 30 de novembro de 1938), permanecendo ainda o distrito de Ribeirão Branco sob sua jurisdição.
- Pelo Decreto-lei Estadual 14334, de 30 de novembro de 1944, Ribeirão Branco é novamente elevado à município, desmembrado de Itapeva, sendo reinstalado em 1º de janeiro de 1945.
- Posteriormente, por leis municipais, são criados os distritos de Campina de Fora e Itabôa.

## Geografia
Localiza-se a uma latitude 24º13'15" sul e a uma longitude 48º45'56" oeste, sua altitude é de 875 metros. Localiza-se na região sudoeste paulista e possui uma área de 697,5 km².

### Relevo
O município situa-se a 875 metros de altitude média (varia de 800 metros até 1 250 metros), possuindo um relevo acidentado e montanhoso. As rochas são ígneas (granito) e metamórficas (quartzito, gnaisse) e o solo pode ser do tipo cambissolo ou argissolo (antigo podzólico), e são intemperizados e pobres em nutrientes. Há manchas de solos orgânicos (tipo Campos do Jordão) nas áreas mais elevadas.

### Vegetação
Possui manchas de matas ombrófilas e ombrófilas mistas (matas com presença do Araucaria angustifolia mais conhecido como pinheiro do Paraná).

## Demografia
Dados do Censo - 2010 
População total: 18 269
- Urbana: 9 293
- Rural: 8 976
- Homens: 9 396
- Mulheres: 8 873
- Densidade demográfica (hab./km²): 26,19
- Mortalidade infantil até 1 ano (por mil): 42,35
- Expectativa de vida (anos): 61,00
- Taxa de fecundidade (filhos por mulher): 4,32
- Taxa de alfabetização: 83,04%
- Índice de Desenvolvimento Humano (IDH-M): 0,639 (médio)
- IDH-M Renda: 0,592 (baixo)
- IDH-M Longevidade: 0,797 (alto)
- IDH-M Educação: 0,553 (baixo)

Em 2010, seu IDH foi o mais baixo do estado.
(Fonte: IPEADATA)

## Infraestrutura

### Comunicações
O sistema de telefones automáticos foi inaugurado na cidade em 1977 pela Telecomunicações de São Paulo (TELESP), que também implantou o sistema de discagem direta à distância (DDD) em 1980 com o código de área (0155). Anteriormente a cidade era atendida pela Companhia de Telecomunicações do Estado de São Paulo (COTESP).
Na década de 90 o código DDD da cidade foi alterado para (015), para padronização do sistema telefônico com a telefonia celular que estava sendo implantada em todo o estado.

## Religião
O Cristianismo se faz presente na cidade da seguinte forma:

### Igreja Católica
- A igreja faz parte da Diocese de Itapeva.[14]

### Igrejas Evangélicas
- Assembleia de Deus Ministério do Belém.[15][16]
- Congregação Cristã no Brasil.
- Assembleia de Deus Ministerio Santo Amaro.